# Нове (селище, Мелітопольський район)
Нове —  селище в Україні, адміністративний центр Новенської селищної громади Мелітопольського району Запорізької області.  Населення становить 940 осіб.

## Географія
Селище Нове розташоване за 140 км від обласного центру та 9 км на південь від районного центру. Найближча залізнична станція —  Тащенак (за 2 км). Поблизу села пролягає автошлях міжнародного значення  М18E105 Харків — Сімферополь.

## Населення

### Мова
Розподіл населення за рідною мовою за даними перепису 2001 року:
| Мова            | Кількість | Відсоток |
| --------------- | --------- | -------- |
| російська       | 619       | 65.85%   |
| українська      | 309       | 32.87%   |
| білоруська      | 5         | 0.53%    |
| вірменська      | 5         | 0.53%    |
| болгарська      | 1         | 0.11%    |
| інші/не вказали | 1         | 0.11%    |
| Усього          | 940       | 100%     |

## Історія
На околиці села Долинського розкопано курган, в якому виявлено 8 поховань доби бронзи (III—І тисячоліття до н. е.) та два сарматських поховання (II століття до н. е.). Біля селища Садового знайдено 2 монети Боспорського царства (І століття до н. е.).
Селище Нове засноване у 1931 році у зв'язку з розміщенням на прилеглій території птахофабрики радгоспу імені Петровського. У 1949 році радгосп був реорганізований в лісозахисну станцію, а через два роки на її базі утворено Мелітопольську МТС. У 1958 році селище отримало сучасну назву. За  радянських часів у Новому розміщувалася центральна садиба колгоспу «Зоря», до складу якого входили  ряд навколишніх сіл. Колгосп обробляв 7803 га сільськогосподарських угідь, у тому числі 6 183 га орної землі, і спеціалізувався на вирощуванні зернових, баштанних та кормових культур, м'ясо-молочному тваринництві, садівництві, овочівництві та вівчарстві.
22 квітня 2019 року, шляхом об'єднання Новенької та Фруктівської сільських рад Мелітопольського району, утворена Новенська селищна громада.

## Економіка
- ПП «Авторитет».
- ПП «Агрокомплекс 2000».
- Навчальне господарство ТДАТУ[4].

## Об'єкти соціальної сфери
- Початкова школа.
- Клуб.
- Амбулаторія загальної практики сімейної медицини[5].
- Дитячий садок.

## Галерея

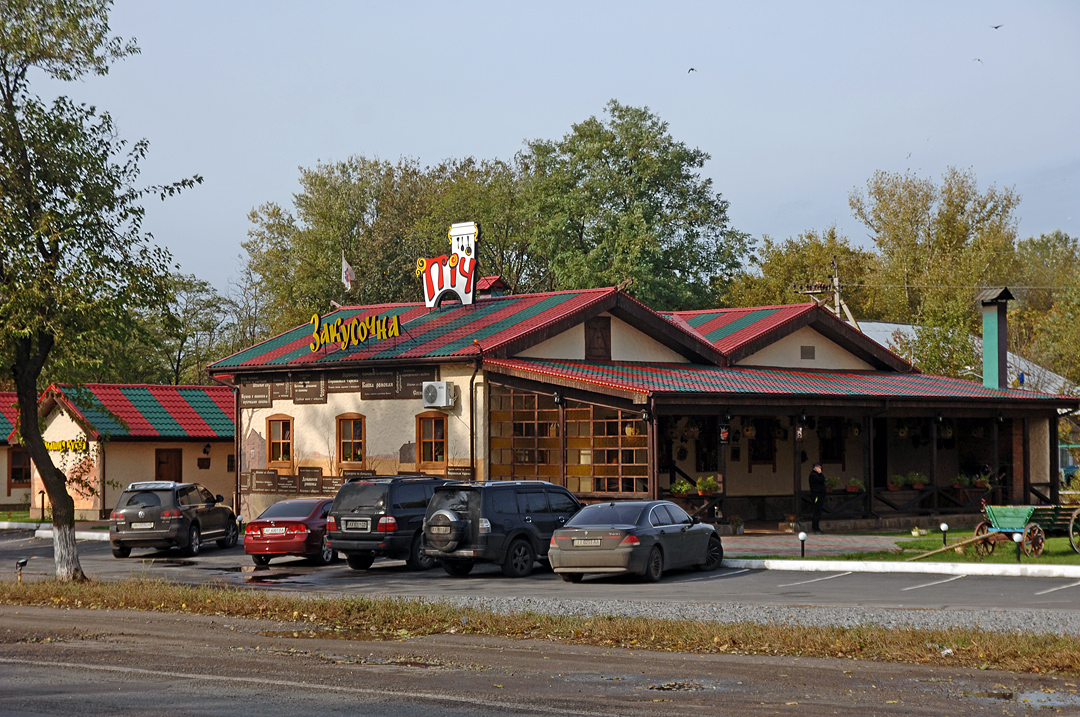
Корчма на узбіччі автошляху М18E105 на околиці селища
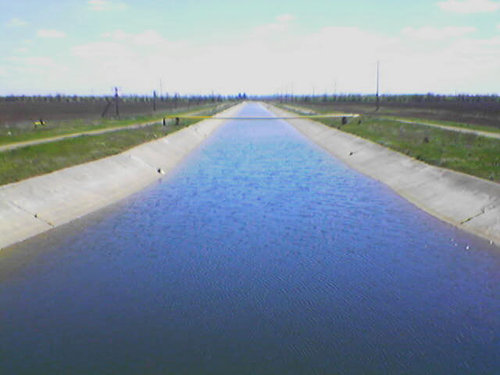
Канал Р-9 у селища
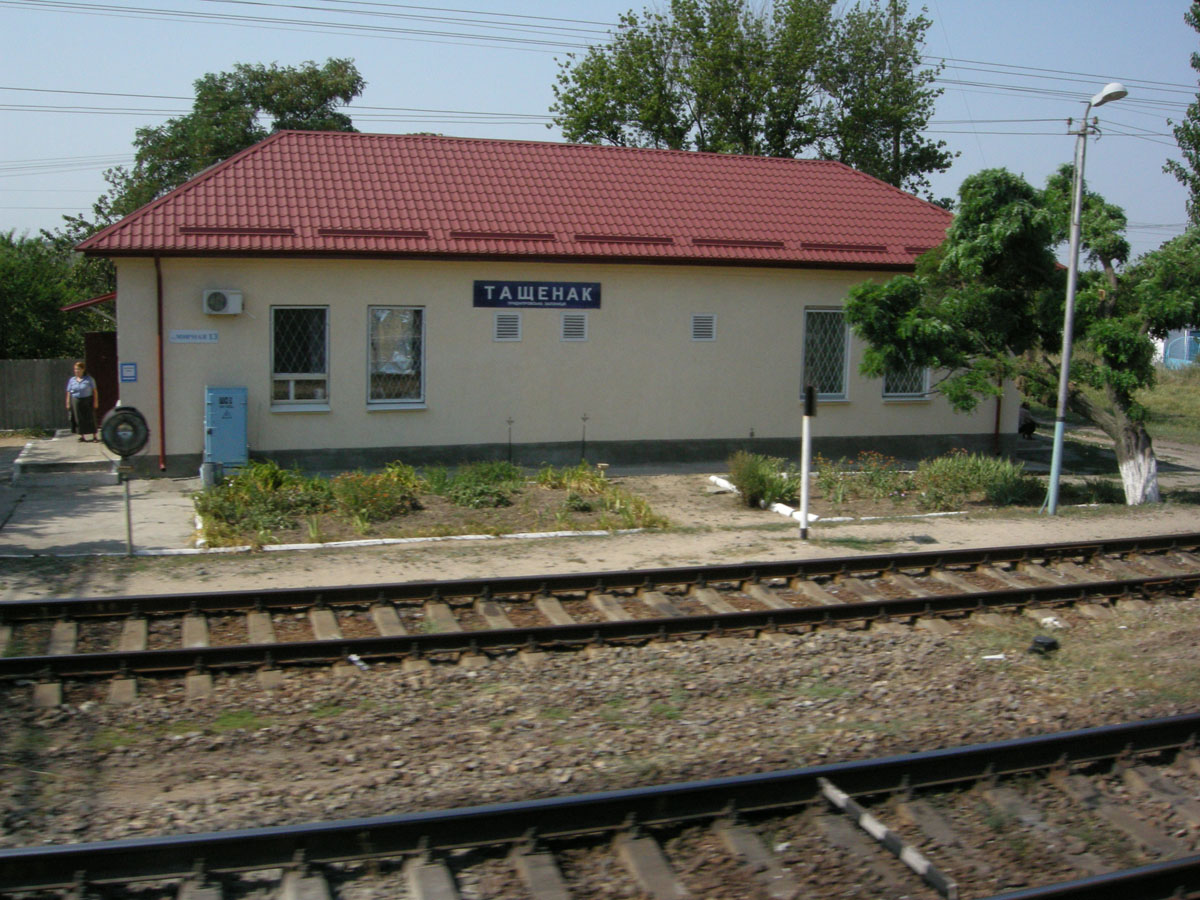
Залізнична станція Тащенак